# Mike Burns
Michael Thomas (Mike) Burns (nacido el 14 de septiembre de 1970 en Marlborugh, Massachusetts) es un exfutbolista estadounidense que jugó como defensa.
Su trayectoria como futbolista no fue larga, ya que jugó desde 1995 a 2002, aunque tuvo continuidad en sus equipos. Jugó 75 partidos internacionales con la selección adulta, incluyendo sus apariciones en los Mundiales de 1994 y 1998; en los Juegos Olímpicos de 1992; en dos Copas de Oro de la Concacaf en 1996 y 1998; y en la Copa América 1995.
Fue el director de Fútbol del New England Revolution de la Major League Soccer, cargo que ejerció desde 2011 a 2019.

## Clubes
| Club                   | País           | Año       |
| ---------------------- | -------------- | --------- |
| Viborg FF (cesión)     | Dinamarca      | 1995      |
| New England Revolution | Estados Unidos | 1996-2000 |
| San Jose Earthquakes   | Estados Unidos | 2000      |
| Kansas City Wizards    | Estados Unidos | 2001-2002 |